# サラダ記念日
『サラダ記念日』（さらだきねんび）は、俵万智の第一歌集。河出書房新社、1987年5月8日初版発行、ISBN 4-309-00470-9。

## 概要
著者の俵万智は1985年の第31回角川短歌賞次席作品「野球ゲーム」からすでに現代口語短歌のホープとして知られていたが、月刊カドカワの連載「とれたての短歌です。」でも広く注目を浴び始めており、その俵の第一歌集ということで刊行前から話題となっていた。出版されるや280万部のベストセラーとなり、1987年度ベストセラーランキングの第1位となった。ちなみに初版の発行部数は8000部であった。
表題の「サラダ記念日」（「この味がいいね」と君が言ったから7月6日はサラダ記念日）のほか、第32回角川短歌賞を受賞した「八月の朝」などを含む434首を収録。発売翌年、第32回現代歌人協会賞を受賞した。新しい現代短歌の先駆けとなり、後に続く若手の歌人たちに影響を与えた。
井狩春男によると、この本がベストセラーになった後にも、書名を『サラダ日記』と間違える出版関係者が何人もいたという。
また、男性の立場から書いた『男たちの「サラダ記念日」』やヤクザ・極道を題材にした『カラダ記念日』（筒井康隆）などの翻案・パロディ作品が出現した。本家の河出書房新社からも全国から募集した歌の優秀作を載せた『わたくしたちのサラダ記念日』という本が出版された。『フルーツ白書』（黒木香）のように表紙のデザインが酷似した書籍も登場した。短歌集の中の12首からなる合唱作品『コメディア・インサラータ』が林光によって作曲された。1988年にはジャック・スタム、1989年にはジュリエット・カーペンターによる英訳版も出版された。
前述の通り角川短歌賞受賞者で月刊カドカワの企画で注目を浴びていた俵の初歌集ということで角川書店からの出版になるはずだったが、角川書店社長の角川春樹自身が俳人であり、歌集、句集など短詩型文学の書籍は売れないものであると考えていたため、出版には反対したといういきさつがある。結局河出書房から出版されたこの『サラダ記念日』はミリオンセラーとなり、みすみすそのチャンスを逸した格好になった角川は後に「人生最大の失敗だった」と振り返っている。
刊行当時、俵が東京都町田市在住であったことから、小田急小田原線の沿線風景が作品の舞台としてしばしば登場している。
著者自身の名前や勤務校（神奈川県立橋本高等学校）が実名で短歌に詠み込まれるため実体験を描いたノンフィクションとして受け止められることが多かったが、実際には文学的感興を出すための演出がかなり施されている。表題歌の「サラダ記念日」の一首は、弁当を作ってボーイフレンドと野球を見に行った時に思いついたもので、鶏のから揚げをいつもと違うカレー味の味付けにしたら「美味しい」と褒められたので、「今日は記念日だな」と思ったのがきっかけであったと俵自身が語っている。から揚げがサラダに変わった理由については「から揚げではヘビー過ぎるし、メインがおいしいよりサブがおいしい方がより記念日にすることに意義があるんじゃないかと。ささやかなものがおいしい。そう言ってくれたことが記念日になる方がより効果があるような気がした」と語っている。7月6日という設定も、なんでもない日が記念日になるという思いを表現したかったため、恋愛のイメージが強い七夕の1日前をあえて選んだものである。また、サラダがおいしい初夏であり、音韻的にも爽やかな印象を出すために7月（しちがつ）とサラダのS音で頭韻を響かせている。実際の日付は「七月でもなければ六日でもなくて、もうちょっと早い季節だったような気がする」と振り返っている。
2020年7月6日には俵がTwitterで「サラダ記念日」の一首を引用した上で、「今は「いいね」の数を競うような風潮があるけれど、これはたった一つの「いいね」で幸せになれるという歌です」とツイートし、23万の「いいね」が付いている。

## 研究
明治大学政治経済学部教授で文学者のマーク・ピーターセンは、この歌集の
「おまえオレに言いたいことがあるだろう」
決めつけられてそんな気もする
という詩について、「その『おまえ』と『オレ』を you と me にしてしまい、その上、英語で真似できない『決めつけられて』という表現の簡潔さもなくしてしまったら、その歌の魅力の何が残るだろう。はたして、これは俵万智の歌だと、人に紹介する意味があるのだろうか」と日本語の詞を英訳することそのものに嘆きを覚える様を自著に記している。

## ドラマ
歌集を原作とし1987年10月18日にTBS系列の東芝日曜劇場で放送されたテレビドラマ。

### あらすじ
東京の下町、築地に住む豆腐屋の娘・清水さやかは早稲田大学に通う学生。ボーイフレンドはいるもののさやかは短歌の魅力に取りつかれていく。
スタッフ
- 脚本：高村美智子
- プロデューサー：石井ふく子（石井ふく子は名義上プロデューサーにはなっているが、制作には関わっていない。安田成美出演のドラマ『親子ジグザグ』『親子ウォーズ』、1988年4月以降の『東芝日曜劇場』は柳井満がプロデューサーに加わっていた。）
- 演出：清弘誠
- 音楽：城之内ミサ（安田成美歌唱の楽曲『風の谷のナウシカ』は細野晴臣が作曲している）

出演
安田成美、船越栄一郎、前田吟、香山美子、北林谷栄、早瀬裕一、戸川京子、長江健次、人見明、石井富子、横山あきお、千うらら、渡部雄作、河野美地子、水谷大輔、増田康好、阿部渡、他